# Chandler Egan
Pour les articles homonymes, voir Egan.
Chandler Egan (Chicago, Illinois 21 août 1884 - Everett, Washington, 5 avril 1936) est un golfeur américain. En 1904, il remporta une médaille d'argent et d'or en golf aux Jeux olympiques, dans les catégories individuel et par équipes. Il est le cousin de Walter Egan.